# Chaklasi
Chaklasi é uma cidade e um município no distrito de Kheda, no estado indiano de Gujarat.

## Geografia
Chaklasi está localizada a 22° 39′ N, 72° 56′ L. Tem uma altitude média de 34 metros (111 pés).

## Demografia
Segundo o censo de 2001, Chaklasi tinha uma população de 36 041 habitantes. Os indivíduos do sexo masculino constituem 52% da população e os do sexo feminino 48%. Chaklasi tem uma taxa de literacia de 66%, superior à média nacional de 59,5%; a literacia no sexo masculino é de 77% e no sexo feminino é de 53%. 14% da população está abaixo dos 6 anos de idade.